# The Last Outlaw
The Last Outlaw (conocida también como El último forajido o El último renegado) es un telefilme estadounidense producido por HBO y estrenado en 1993. El guion fue escrito por Eric Red, la película fue dirigida por Geoff Murphy y protagonizada por Dermot Mulroney y Mickey Rourke, con actuaciones de Ted Levine, Daniel Quinn, Gavan O'Herlihy, Keith David, John C. McGinley y Steve Buscemi entre otros. Se ha transformado en un clásico de culto entre los seguidores de las películas western.

## Argumento
La película está ambientada en el lejano oeste de Estados Unidos, se trata de una banda de criminales, ex-soldados Confederados liderados por Graff (Mickey Rourke), un pistolero sanguinario. Después de un accidentado robo realizado por la banda, surgen cuestionamientos y discrepancias entre Graff y Eustis (Dermot Mulroney), un joven miembro del grupo. Graff quiere abandonar a uno de los miembros del grupo ya que se encuentra gravemente herido, pero Eustis se opone a dejarlo, debido a esto y a la rebeldía de Eustis de no obedecer lo dictado por Graff, este decide terminar con la vida del herido, lo que es impedido por Eustis. Graff resulta herido y, creyéndolo muerto, es abandonado por sus compañeros, quienes se dirigen rumbo a México liderados ahora por Eustis. Pero Graff, que ha sobrevivido, es encontrado por el oficial y sus hombres encargados de arrestarlos, Graff se une a ellos para vengarse de sus excompañeros.

## Reparto
- Mickey Rourke - Coronel Graff
- Dermot Mulroney - Teniente Eustis
- Ted Levine - Sargento Potts
- John C. McGinley - Frank Willis
- Steve Buscemi - Philo
- Keith David - Lovecraft
- Daniel Quinn - Loomis
- Gavan O'Herlihy - Marshal Sharp
- Richard Fancy - McClintock
- Paul Ben-Victor - Grubb